# Cantón Tisaleo
El Cantón Tisaleo es una municipalidad de la provincia de Tungurahua, en Ecuador. Su población es de 12.137 habitantes, tiene una superficie de 59km2.  Su alcalde actual es Milton Ramirez.

## Límites
- Al norte con el Cantón Ambato
- Al sur con el cantón Mocha
- Al este con el Cantón Cevallos
- Al oeste con el Cantón Ambato

## División política
Tisaleo tiene dos parroquias:

### Parroquias urbanas
- Tisaleo (cabecera cantonal)

### Parroquias rurales
- Quinchicoto es la única parroquia rural del cantón Tisaleo, su población se dedica a la agricultura y ganadería siendo una de las principales actividades la producción lechera.

Caseríos
- Santa Lucía (Centro)
- Santa Lucía (La Libertad)
- Santa Lucía (Bellavista)
- Santa Lucía (Agua Santa)
- Alobamba
- San Diego
- San Luis
- San Francisco
- El Calvario
- Chilco (La Esperanza)